# Фицджеральд, Том (хоккеист)
Томас Джеймс (Том) Фицджеральд (англ. Thomas James (Tom) Fitzgerald; 28 августа 1969, Билрика, Массачусетс) — профессиональный американский хоккеист. В Национальной хоккейной лиге играл с 1988 по 2006 годы. В настоящее время является генеральным менеджером клуба НХЛ Нью-Джерси Девилз.

## Карьера
Играл за команды «Нью-Йорк Айлендерс» (1988—1993), «Флорида Пантерз» (1993—98), «Колорадо Эвеланш» (1998), «Нэшвилл Предэйторз»(1998—2002), «Чикаго Блэкхокс» (2002), «Торонто Мэйпл Лифс» (2002—04), «Бостон Брюинз» (2005—06).
В 2009 году выиграл Кубок Стэнли с «Питтсбург Пингвинз» как директор по развитию игроков.

## Статистика
```
                                            --- Regular Season ---  ---- Playoffs ----
Season   Team                        Lge    GP    G    A  Pts  PIM  GP   G   A Pts PIM
--------------------------------------------------------------------------------------
1986-87  Providence College          NCAA   27    8   14   22   22
1987-88  Providence College          NCAA   36   19   15   34   50
1988-89  Springfield Indians         AHL    61   24   18   42   43  --  --  --  --  --
1988-89  New York Islanders          NHL    23    3    5    8   10  --  --  --  --  --
1989-90  Springfield Indians         AHL    53   30   23   53   32  14   2   9  11  13
1989-90  New York Islanders          NHL    19    2    5    7    4   4   1   0   1   4
1990-91  Capital-District Islander   AHL    27    7    7   14   50  --  --  --  --  --
1990-91  New York Islanders          NHL    41    5    5   10   24  --  --  --  --  --
1991-92  Capital-District Islander   AHL     4    1    1    2    4  --  --  --  --  --
1991-92  New York Islanders          NHL    45    6   11   17   28  --  --  --  --  --
1992-93  New York Islanders          NHL    77    9   18   27   34  18   2   5   7  18
1993-94  Florida Panthers            NHL    83   18   14   32   54  --  --  --  --  --
1994-95  Florida Panthers            NHL    48    3   13   16   31  --  --  --  --  --
1995-96  Florida Panthers            NHL    82   13   21   34   75  22   4   4   8  34
1996-97  Florida Panthers            NHL    71   10   14   24   64   5   0   1   1   0
1997-98  Florida Panthers            NHL    69   10    5   15   57  --  --  --  --  --
1997-98  Colorado Avalanche          NHL    11    2    1    3   22   7   0   1   1  20
1998-99  Nashville Predators         NHL    80   13   19   32   48  --  --  --  --  --
1999-00  Nashville Predators         NHL    82   13    9   22   66  --  --  --  --  --
2000-01  Nashville Predators         NHL    82    9    9   18   71  --  --  --  --  --
2001-02  Nashville Predators         NHL    63    7    9   16   33  --  --  --  --  --
2001-02  Chicago Blackhawks          NHL    15    1    3    4    6   5   0   0   0   4
2002-03  Toronto Maple Leafs         NHL    66    4   13   17   57   7   0   1   1   4
2003-04  Toronto Maple Leafs         NHL    69    7   10   17   52  10   0   0   0   6
2005-06  Boston Bruins               NHL    71    4    6   10   40  --  --  --  --  --
--------------------------------------------------------------------------------------
         NHL Totals                       1097  139  190  329  776  78   7  12  19  90

```